# 大阪府立布施北高等学校
大阪府立布施北高等学校（おおさかふりつ ふせきた こうとうがっこう、英: Fusekita  HighSchool）は、大阪府東大阪市荒本西にある公立の総合学科高校。

## 概要
1978年に全日制普通科高等学校として開校した。2017年からエンパワメントスクール（学び直しの支援教育）・総合学科に改編。
2006年度より、週1回の職業実習による職業教育を同時に進めるデュアルシステムが導入されている。
基礎基本の学習の定着と、多文化理解を軸とした人権教育、デュアルシステムを軸としたキャリア教育を、学校教育の中心として据えている。

## 沿革
1978年に全日制普通科高等学校として開校した。2004年に文部科学省からデュアルシステムの研究校に指定されたのち、2006年4月にデュアルシステム専門コースを設置した。デュアルシステム専門コースはその後2013年4月にデュアル総合学科に改組し、2013年度以降は普通科とデュアル総合学科の2学科体制となった。
さらに2017年には「エンパワメントスクール」への改編に伴い、従来の普通科とデュアル総合学科を統合・改組する形で総合学科となった。

### 年表
- 1977年3月 - 大阪府立第117高等学校（仮称）が設置認可される。
- 1977年6月 - 東大阪市荒本西1丁目28番（現在地・2008年10月までの住所表示）で建設工事開始。
- 1978年1月1日 - 大阪府条例により、大阪府立布施北高等学校を設置。
- 1978年4月1日 - 大阪府立布施北高等学校として開校。
- 2004年5月 - 文部科学省より、キャリア地域推進地域指定事業実施校に指定される。
- 2004年7月 - 文部科学省より、日本版デュアルシステム研究校に指定される。
- 2005年2月 - 「中国帰国生徒および外国人生徒入学者選抜」入試を開始。
- 2006年4月 - 普通科内にデュアル・システム専門コースを設置。
- 2007年 - キャリア教育の実践と貢献で大阪府教育委員会表彰。
- 2010年 - キャリア教育優良で文部科学大臣表彰。
- 2013年4月 - 普通科デュアル・システム専門コースをデュアル総合学科に改組。
- 2017年4月 - エンパワメントスクールに改編。

## 出身者
- 吉岡美穂 - タレント、女優
- 未知やすえ - 吉本新喜劇
- メッセンジャー黒田 - お笑いタレント

## 交通
- 近鉄けいはんな線 荒本駅 南へ約1km。
- 近鉄奈良線 若江岩田駅 北西へ約1.5km。
- 近鉄奈良線 八戸ノ里駅 北東へ約1.8km。

## 関連文献
- 『大阪府立布施北高等学校創立20周年記念誌』（創立20周年記念誌編集委員会、1997年10月）